# Luigi Soffietti
Luigi Soffietti, detto Gigi (1930), è stato un pilota automobilistico italiano.
Partecipò a 56 gare automobilistiche e Gran Premi vari tra il 1932 ed il 1938, alle guide prima di Alfa Romeo e poi Maserati. Sebbene non vinse mai alcuna gara, prese parte ad importanti gare quali: la Mille Miglia, la Targa Florio, il Gran Premio di Germania, il Gran Premio di Tripoli ed il Gran Premio di Monaco.